# Isa Ömürkułow
Isa Szejszenkułowicz Ömürkułow (kirg. Иса Шейшенкулович Өмүркулов, ur. 12 marca 1957 w siele Gornaja Majowka, rejon Ałamüdün) – kirgiski polityk i działacz narodowy.

## Kariera
W 1980 roku ukończył Politechnikę Fruzeńską z tytułem „inżynier mechanik”. W latach 1989–1990 pobierał nauki jako wolny słuchacz w Wyższej Szkole Partyjnej w Ałmaty. Karierę naukową rozpoczął w Akademii Nauk Kirgiskiej SRR, gdzie od 1976 do 1977 pracował jako laborant. Przez 3 lata od 1991 roku pełnił funkcję pomocnika zastępcy prezydenta Kirgistanu. Deputowany do Rady Najwyższej I, II, III, IV oraz VI kadencji. W 2007 roku wstąpił do Socjaldemokratycznej Partii Kirgistanu. Od kwietnia 2010 roku pełniący obowiązki mera Biszkeku. W lutym 2011 został wybrany na tę funkcję przez biszkekański miejski kengesz – oddało na niego swój głos 39 z 40 deputowanych. Funkcję tę sprawował do 5 grudnia 2013. 28 kwietnia 2016 roku wybrany jednogłośnie liderem SDPK. W wyborach parlamentarnych w 2020 startował z 26. miejsca z listy Mekenim Kyrgyzstan.
1 grudnia 2011 roku ukazem prezydenta Kirgistanu Rozy Otunbajewej został wyróżniony tytułem „Bohatera kwietniowej państwowej rewolucji”. Został on mu przyznany za zasługi w obaleniu skorumpowanego reżimu.